# Coelogyne leucantha
Coelogyne leucantha é uma espécie de orquídea epífita, família Orchidaceae, originária da China ao norte do Myanmar.